# Deudorix ecaudata
Deudorix ecaudata is een vlinder uit de familie van de Lycaenidae. De wetenschappelijke naam van de soort is voor het eerst gepubliceerd in 1963 door David R. Gifford.

## Verspreiding
De soort komt voor in de savannen van Kenia, Tanzania en Malawi.

## Waardplanten
De rups leeft op Vachellia drepanolobium, Vachellia pseudofistula en Acacia-soorten.

## Ondersoorten
- Deudorix ecaudata ecaudata Gifford, 1963 (Kenia)
  - = Deudorix dohertyi Bethune-Baker, 1905
- Deudorix ecaudata congdoni Libert, 2004 (Zuid-Tanzania, Malawi)